# 1261 Legia
1261 Legia è un asteroide della fascia principale del diametro medio di circa 31,28 km. Scoperto il 23 marzo 1933 da Eugène Joseph Delporte nella cittadina di Uccle (Belgio), presenta un'orbita caratterizzata da un semiasse maggiore pari a 3,1388109 UA e da un'eccentricità di 0,1767212, inclinata di 2,42756° rispetto all'eclittica.
Il suo nome è un omaggio alla città di Liegi, in Belgio, di cui Legia era l'antico nome latino.